# Markova, Bohorodceanî
Markova (în ucraineană Маркова) este o comună în raionul Bohorodceanî, regiunea Ivano-Frankivsk, Ucraina, formată numai din satul de reședință.

## Demografie
Componența lingvistică a comunei Markova
     Ucraineană (99,93%)
     Alte limbi (0,06%)
Conform recensământului din 2001, majoritatea populației comunei Markova era vorbitoare de ucraineană (99,93%), existând în minoritate și vorbitori de alte limbi.